# 음우
음우(陰友, ?~271년)는 고구려 중천왕, 서천왕 때의 비류부(沸流部) 출신 국상(國相)이다. 다음 대 국상인 상루(尙婁)의 아버지이다.

## 생애
254년(중천왕 7) 국상이었던 명림어수(明林於漱)가 죽자, 그의 뒤를 이어 국상에 임명되어 271년(서천왕 2)년에 죽을 때까지 재직했다.
죽은 후 국상의 자리는 아들인 상루(尙婁)가 이었다.

## 같이 보기
- 삼국 시대
- 고구려